# Clodomiro Picado Twight
Clodomiro Picado Twight (17 d'abril de 1887 - 16 de maig de, 1944), també conegut com a "Clorito Picado", va ser un científic de Costa Rica nascut a Nicaragua. Va ser pioner en la recerca científica del verí de les serps i va descobrir diversos sèrums antiverí. També va ser un dels precursors en el descobriment de la penicil·lina que ell va usar en el tractament d'uns pacients abans del descobriment formal de la penicil·lina per Alexander Fleming.

## Biografia
Picado nasqué a San Marcos a Nicaragua els seus pares tenien la ciutadania de Costa Rica. Estudià a Costa Rica i després a França assistint a la Universitat de la Sorbona on l'any 1909 rebé un diploma de zoologia i el 1913 va rebre el títol de Doctor en Ciència. A Costa Rica estudià botànica.

## Obra
L'obra científica del Doctor Picado va ser molt extensa i prolífica, es calcula que va fer 115 publicacions científiques de diveros aspectes del medi ambient.
El març del 2000, els doctors de l'Hospital San Juan de Dios de San José, publicaren els seus manuscrits en els quals s'explica les seves experiències entre 1915 i 1927 respecte a l'efecte inhibidor dels fongs "Penicillin sp" sobre el creixement de bacteris Staphylococcus i Streptococcus que causen malalties infeccioses. El 1927, demostrà l'efecte inhibidor dels bacils del gènere Penicillium sp sobre la proliferació dels bacteris Staphylococcus i Streptococcus. Amb això s'avançava alguns anys al descobriment de la penicil·linaAlexander Fleming.